# 村山雅美
村山 雅美（むらやま まさよし、1918年〈大正7年〉3月28日 - 2006年〈平成18年〉11月5日）は、日本の登山家。元南極観測隊隊長で国立極地研究所名誉教授。1968年（昭和43年）12月19日、隊長を務めた第9次越冬隊が日本人として初めて南極点に到達した。東京府出身。

## 人物
第二次世界大戦時の戦況悪化に伴い東京帝国大学を繰り上げ卒業。海軍を志願し、予備学生として入隊。戦艦｢長門｣、航空母艦｢瑞鶴｣の乗員、滋賀海軍航空隊分隊長、海軍通信隊勤務を経験した後に終戦を迎える。階級は海軍大尉。
戦後は商社に勤務。
東京帝国大学時代はスキー山岳部に所属した登山家でもあったことから1953年（昭和28年）のヒマラヤ・マナスル第1次遠征隊に参加し、1956年（昭和31年）には西堀榮三郎に依頼されて第1次南極観測隊に参加する。その際に横浜国立大学に入職した。
1968年（昭和43年）12月19日、隊長を務めた第9次越冬隊極点調査旅行隊が日本人として初めて南極点に到達した。雪上車を使用。
1983年（昭和58年）公開の映画『南極物語』を監修した。
2006年（平成18年）11月5日に前立腺がんのため死去した。88歳没。
2018年（平成30年）12月20日、内閣総理大臣顕彰状、第七回秩父宮記念学術賞表彰状・副賞などが、遺族から国立極地研究所アーカイブ室へ寄贈された。

## 略歴
- 1930年 - 東京高等師範学校附属小学校（現・筑波大学附属小学校）卒業
- 1935年 - 東京高等師範学校附属中学校（現・筑波大学附属中学校・高等学校）卒業
- 1939年 - 松本高等学校文科甲類卒業
- 1941年 - 東京帝国大学経済学部繰上げ卒業。海軍に入隊。
- 1953年 - マナスルに参加（第1次隊）
- 1956年 - 第1次観測隊に横浜国立大学工学部より設営担当として参加
- 1957年 - 第2次観測隊に副隊長として参加
- 1958年 - 第3次越冬隊に副隊長として参加
- 1965年 - 第7次観測隊に隊長として参加
- 1968年 - 第9次観測隊隊長として参加。12月19日、極点調査旅行隊が日本人として初めて南極点に到達。雪上車を使用。
- 1974年 - 第15次越冬隊隊長として参加
- 1978年 - 北極点を目指していた日大隊、植村隊の激励のためカナダを訪問する[3]。
- 1988年 - チャーター機で北極点に降り立つ
- 1989年 - 勲三等旭日中綬章受章
- 2006年11月5日 - 前立腺がんのため死去。死後、正七位から従四位に昇叙された。

## 著作

### 単著
- 『アムンゼン・スコット・シャクルトン・白瀬中尉・バード・フックス 極地を探検した人々』さ・え・ら書房〈さ・え・ら伝記ライブラリー 8〉、1965年12月。 NCID BN12482232。全国書誌番号:45022304。
- 『昭和基地 南極に挑む男たちの記録』講談社〈ブルーバックス〉、1966年。 NCID BN10953983。全国書誌番号:66000688。
- 『南極観測隊 よみがえる昭和基地』講談社〈ブルーバックス〉、1966年。 NCID BN10955785。全国書誌番号:66005311。
- 『南極点への道』朝日新聞社、1969年9月。 NCID BN02974649。全国書誌番号:73001423。
- 『南極点へ5200キロ 昭和基地の越冬生活と極点征服』偕成社〈少年少女ドキュメンタリー 6〉、1970年3月。 NCID BA45086057。全国書誌番号:45001056。
- 『地の果てに挑む マナスル・南極・北極』東京新聞出版局、2005年6月。ISBN 9784808308322。 NCID BA72437722。全国書誌番号:20811024。

### 共著
- 村山雅美、谷口善也、木村義昌『極地探検99の謎 栄光と悲惨のドラマ』産報〈サンポウ・ブックス〉、1976年。 NCID BN10400973。全国書誌番号:73013925。

### 編集
- 『白い大陸に賭ける人々』文藝春秋〈現代の冒険 第5〉、1970年9月。 NCID BN02327969。全国書誌番号:73015942。

### 翻訳
- サイヤー・ウィルス『極地の世界』江上波夫・小尾信彌・増田義郎監修、集英社〈図説探検の世界史 8〉、1975年9月。 NCID BN02762039。全国書誌番号:73014019。

### 監修
- 『南極物語 生きていた奇跡の犬、タロとジロ 映画ストーリー』村山雅美・蔵原惟繕監修、学習研究社、1983年7月。ISBN 9784051006624。 NCID BA39009175。全国書誌番号:83043561。

## 参考資料
- 日本山岳会会報『山』（2003年7月号／下記外部リンク参照）